# Guila Bustabo
Guila Bustabo (Manitowoc, 25 febbraio 1916 – Birmingham, 27 aprile 2002) è stata una violinista statunitense.

## Biografia
Guila Bustabo nacque nel 1916 a Manitowoc, nel Wisconsin, registrata come Teressina Bustabo; sua madre Blanche Bustabo, pianista, la accompagnò in recital per diversi anni. Iniziò a suonare il violino all'età di due anni. All'età di tre anni, la sua famiglia si trasferì a Chicago per permettere a Guila di studiare con Ray Huntington al Chicago Musical College. Dai cinque anni studiò con Leon Samétini. Enfante prodige, a nove anni si esibì con la Chicago Symphony, la Philadelphia Orchestra e la National Orchestral Association. Continuò a studiare alla Juilliard School con Louis Persinger.  
Fece il suo debutto alla Carnegie Hall all'età di quindici anni, suonando il Concerto n. 2 di Wieniawski. Tra un tour e l’altro, in Europa ha la possibilità di perfezionarsi con George Enescu e Jenő Hubay.
La Bustabo in Europa si esibì sotto la direzione di direttori di alto livello, tra cui Sir Thomas Beecham, Issay Dobrowen, Albert Coates, Hermann Abendroth, Wilhelm Furtwängler, Oswald Kabasta, Herbert von Karajan e Willem Mengelberg. Allo scoppio della guerra, la madre decise che Giulia sarebbe rimasta in Europa e si sarebbe esibita in Germania e nei paesi occupati dai nazisti anche durante la seconda guerra mondiale. Questo portò dopo la guerra all’arresto della Bustabo a Parigi. Le accuse, che facevano parte del programma di denazificazione, furono in seguito abbandonate, tuttavia, a causa di questa situazione la carriera negli Stati Uniti le era praticamente chiusa. Continuò ad esibirsi in Europa durante gli anni Cinquanta e Sessanta.  
Nel 1964 divenne professoressa di violino al Conservatorio di Innsbruck, partecipando occasionalmente a concerti, ma per problemi di salute si ritirò dalla sua posizione nel 1970. Ritornò negli Stati Uniti, dove suonò per cinque anni tra i violini di fila dell'Alabama Symphony Orchestra (e occasionalmente come solista). 
Guila Bustabo morì a Birmingham, in Alabama, il 27 aprile 2002, all'età di 86 anni.